# Vile (editor de texto)
Vile es un editor de texto que combina los aspectos buenos de Emacs y vi, alejándose de la guerra de editores de texto. Vile fue creado por Paul Fox en 1996 y lo mantiene Thomas Dichey.
Vile es el acrónimo de «VI Like Emacs». El programa se conoce como Xvile para el sistema Xwindow y Winvile para Windows.
El editor es multiplataforma y está disponible para los sistemas unix-like, MS-DOS, windows, openVMS, OS/2 y algunos más.